# Los Verdes de Asturias
Los Verdes de Asturias (también Los Verdes d'Asturies) es un partido ecologista de la comunidad autónoma de Asturias fundado en 1994 que estuvo confederado junto a otros partidos de ámbito regional en el partido español Confederación de Los Verdes hasta 2011, aunque registró actividad desde 1989 habiendo formando parte del partido estatal Los Verdes hasta su transformación en la Confederación. 

## Ideología
Sus estatutos corresponden a la continuación del ideario del partido nacional de Los Verdes.

## Historia y trayectoria electoral
En octubre de 1989 se presentan dos listas con nombre “verde” a las elecciones generales por la circunscripción de Asturias: Los Verdes (que finalmente obtienen 4.352 votos (0,71%) al Congreso y 7.231 votos al Senado) y “Los Verdes Ecologistas” (3.340 votos, el 0,55% al Congreso y 7.614 al Senado). 
Con posterioridad a las elecciones de 1989, los tribunales obligan a Los Verdes Ecologistas a cambiar su nombre y su símbolo (ya que tenían también el girasol), pasando a denominarse "Los Ecologistas" y, posteriormente, a desaparecer del mapa político. Desde esa fecha, Los Verdes de Asturias siempre se han presentado como única organización ecopacifista en Asturias, participado en todas las elecciones generales celebradas (1989, 1993, 1996, 2000 y 2004), en todas las Autonómicas (1991, 1995, 1999 y 2003) y en las Municipales (1991 Oviedo y Gijón, 1995 Avilés, Carreño, Castrillón, Gijón, Langreo, Mieres, Oviedo y Siero, 1999 Avilés, Carreño, Gijón, Mieres, Oviedo, Siero, Tineo y Villaviciosa y 2003 Avilés, Carreño, Gijón, Langreo, Mieres, Oviedo y Siero).
En las elecciones municipales y autonómicas de 2007 fueron en coalición con Izquierda Unida y Bloque por Asturias, consiguiendo dos concejalías en Mieres y Pola de Lena. Y a raíz del posterior acuerdo de gobierno con el PSOE en la cámara regional, obtuvieron dos altos cargos: la Dirección General de Política Forestal del Principado de Asturias y la Gerencia del Banco de Tierras. En las elecciones autonómicas de 2011 revalidaron la coalición con Izquierda Unida, esta vez sin la participación del Bloque por Asturias. La coalición obtuvo cuatro diputados, todos ellos pertenecientes a Izquierda Unida.
El 4 de junio de 2011, víspera del Día Mundial del Medio Ambiente, tuvo lugar un encuentro organizado por Equo en el que Los Verdes de Asturias participaron junto a otras más de 30 organizaciones políticas verdes y progresistas de todo el país con el objetivo de confluir para la puesta en marcha de un proyecto político estatal de cara a las elecciones generales de España de 2011.
En las elecciones autonómicas de 2012 se presentaron en solitario bajo la denominación Equo-Los Verdes de Asturias con Pilar Calvo como cabeza de lista tras su elección en primarias abiertas a afiliados y simpatizantes.
En las elecciones a la Junta General del Principado de Asturias de 2023 se presentan en coalición con Alternativa verde por Asturias Equo, partido asturiano integrado en Verdes Equo, con la denominación Verdes Equo Asturias.

## Resultados electorales
| Elecciones                                                       | Nombre electoral                               | Candidato/a            | Votos  | %      | Representantes obtenidosa | Posición | Notas |
| ---------------------------------------------------------------- | ---------------------------------------------- | ---------------------- | ------ | ------ | ------------------------- | -------- | --- |
| Elecciones generales de España de 1989                           | Los Verdes-Lista Verde                         |                        | 4.532  | 0,70%  | 0                         | 5º       | |
| Elecciones a la Junta General del Principado de Asturias de 1991 | Los Verdes                                     |                        | 7.299  | 1,37%  | 0                         | 6º       | |
| Elecciones municipales de España de 1991                         | Los Verdes                                     |                        | 3.065  | 0,57%  | 0                         | 8º       | |
| Elecciones generales de España de 1993                           | Los Verdes                                     |                        | 4.532  | 0,66%  | 0                         | 6º       | |
| Elecciones a la Junta General del Principado de Asturias de 1995 | Los Verdes de Asturies                         |                        | 4.504  | 0,69%  | 0                         | 6º       | |
| Elecciones municipales de España de 1995                         | Los Verdes de Asturies                         |                        | 3.275  | 0,51%  | 0                         | 7º       | |
| Elecciones generales de España de 1996                           | Los Verdes                                     |                        | 3.575  | 0,49%  | 0                         | 5º       | |
| Elecciones a la Junta General del Principado de Asturias de 1999 | Los Verdes de Asturies                         |                        | 3.343  | 0,54%  | 0                         | 6º       | |
| Elecciones municipales de España de 1999                         | Los Verdes de Asturies                         |                        | 3.826  | 0,62%  | 0                         | 6º       | |
| Elecciones al Parlamento Europeo de 1999                         | Los Verdes-Las Izquierdas de los Pueblos       |                        |        |        | 0                         |          | En coalición con Iniciativa per Catalunya Verds, Chunta Aragonesista, Esquerda de Galicia e Izquierda Andaluza. |
| Elecciones generales de España de 2000                           | Los Verdes                                     |                        | 4.874  | 0,75%  | 0                         | 6º       | |
| Elecciones a la Junta General del Principado de Asturias de 2003 | Los Verdes-Izquierda Verde de Asturias         |                        | 6.561  | 1,06%  | 0                         | 6º       | |
| Elecciones municipales de España de 2003                         | Los Verdes-Izquierda Verde de Asturias         |                        | 4.806  | 0,78%  | 0                         | 6º       | |
| Elecciones generales de España de 2004                           | Los Verdes                                     |                        | 5.013  | 0,71%  | 0                         | 4º       | |
| Elecciones a la Junta General del Principado de Asturias de 2007 | Izquierda Unida-Bloque por Asturies-Los Verdes | Jesús Iglesias         | 58.114 | 9,69%  | 4 (0)                     | 3º       | En coalición con Izquierda Unida y Bloque por Asturies. Todos los diputados corresponden a la primera. Formaron parte del pacto de gobierno entre PSOE e IU y obtuvieron la Dirección General de Política Forestal del Principado de Asturias y la Gerencia del Banco de Tierras. |
| Elecciones municipales de España de 2007                         | Izquierda Unida-Bloque por Asturies-Los Verdes |                        | 60.615 | 10,27% | 98 (2)                    | 3º       | Concejal en Mieres (1) y Pola de Lena (1). En coalición con Izquierda Unida y Bloque por Asturies. |
| Elecciones generales de España de 2008                           | Izquierda Unida-Bloque por Asturies-Los Verdes | Laura González Álvarez | 49.936 | 7,18%  | 0                         | 3º       | En coalición con Izquierda Unida y Bloque por Asturies. |
| Elecciones a la Junta General del Principado de Asturias de 2011 | Izquierda Unida-Los Verdes                     | Jesús Iglesias         | 61.703 | 10,28% | 4 (0)                     | 4º       | En coalición con Izquierda Unida. Todos los diputados corresponden a esta. |
| Elecciones municipales de España de 2011                         | Izquierda Unida-Los Verdes                     |                        | 80.121 | 13,38% | 118 (1)                   | 4º       | Concejal en Mieres (1). En coalición con Izquierda Unida. |

aLa cifra entre paréntesis indica los representantes propios obtenidos dentro de coaliciones